# Carcinoma gastrico
Il carcinoma gastrico è il tumore maligno più frequente dello stomaco; la maggior parte dei tumori dello stomaco (circa il 90-95%) sono adenocarcinomi. Questi tumori si sviluppano dalle cellule ghiandolari nel rivestimento più interno dello stomaco (la mucosa).

## Epidemiologia
Le zone a maggior prevalenza sono il Sudamerica e l'Europa settentrionale; nella maggioranza dei casi (80%) la malattia è scoperta in stadio avanzato.

### Fattori di rischio
I principali fattori di rischio correlati col carcinoma gastrico sono:
- dietetici: dieta ricca di carne e/o cibi conservati, (contenenti nitrati e/o sale, oppure affumicati)  e povera di vegetali, vitamine A e C e minerali (iodio).
- abitudini voluttuarie (fumo di sigaretta ed abuso di alcoolici)
- esposizioni professionali (silice)
- infezioni gastriche croniche (Helicobacter Pylori, che ha azione sia di diminuzione del pH gastrico sia oncogenica diretta tramite tossine appositamente prodotte, e EBV)
- alterazioni genetiche (p53 ed E-caderina)

### Lesioni precancerose
Sono quelle lesioni che col tempo possono evolvere in cancro conclamato; quelle dello stomaco sono:
- gastrite cronica di tipo A (autoimmune, associata a carenza di vitamina B12 e anemia perniciosa) e B (o antrale; può evolvere a carcinoma iniziando come processo atrofico a carico della mucosa che evolve poi in metaplasia intestinale (l'epitelio gastrico diventa simile a quello dell'intestino) e displasia)
- intervento di gastroresezione (asportazione di parte dello stomaco) prima dei 40 anni. Dopo questo intervento aumenta il rischio di cancro nella zona di stomaco rimasta in quanto è esposta direttamente all'azione lesiva dei succhi pancreatici e della bile. Per ridurre questo rischio questo tipo di pazienti deve essere seguita nel tempo con gastroscopie seriate (ogni 5 anni dopo 15 dall'intervento), atte a scovare i tumori in stadio iniziale ed eradicarli.
- polipi gastrici adenomatosi
- malattia di Menetrier

## Alterazioni genetiche
Nell'evolvere a carcinoma le cellule gastriche soggette a vari insulti ambientali che provocano mutazioni nei geni in tappe successive, solo se queste avvengono in un certo ordine esse portano la cellula a perdere le sue caratteristiche fisiologiche senza essere eliminata dall'organismo o dai sistemi di controllo dell'apoptosi (teoria della cancerogenesi multifasica). Nel caso del carcinoma gastrico le mutazioni principali sono le seguenti:
- inizialmente gli insulti ambientali portano all'atrofia della mucosa
- poi il primo gene che viene alterato è Ras, portando l'epitelio a diventare metaplasico
- per passare alla displasia il gene che viene alterato è MET
- la tappa successiva è quella che porta all'early gastric cancer (carcinoma in situ) e si ha quando vengono alterati altri geni oncosoppressori come APC e DCC
- nel carcinoma invasivo si trova anche l'amplificazione degli oncogeni MYC ed Erb-2

## Clinica
Nelle fasi iniziali i sintomi sono aspecifici. Si passa da vaghe epigastralgie ("mal di stomaco") o dolori addominali a vomito, anoressia, perdita di peso, disfagia (difficoltà a deglutire), eruttazioni eccessive e senso di ripienezza precoce (con eventuale intolleranza alla carne). La persistenza di quadri clinici come questi ed anemia ipocromica microcitica nel tempo deve portare ad eseguire accertamenti ed una gastroscopia con eventuali biopsie random e citobrush ("spazzolamento" della mucosa per cercare cellule neoplastiche). Un carcinoma può essere scoperto anche per un controllo bioptico su un'ulcera gastrica.
In fase avanzata è possibile rinvenire una massa palpabile in addome (tumore primitivo), così come altri noduli satelliti (metastasi linfonodali) o ingrandimento del fegato (metastasi epatiche). In gastroscopia la massa può protrudere verso il lume gastrico (vegetante), essere ulcerata oppure irrigidire e inspessire la parete dello stomaco (linite plastica). Questi segni e sintomi possono poi essere accompagnati dalla presenza di sangue occulto nelle feci o da alterazioni sistemiche come l'acanthosis nigricans e la dermatomiosite.

## Diagnosi differenziale
Il carcinoma gastrico entra in diagnosi differenziale con le altre formazioni benigne e maligne dello stomaco (polipi, tumori dei tessuti molli, linfomi, tumori neuroendocrini, sarcomi, GIST)

## Stadiazione TNM
La classificazione TNM è utile per stabilire l'estensione del tumore ed è indispensabili per formulare la prognosi e la terapia più adeguate.
- T (estensione del tumore primitivo)
  - x: non si riesce a classificare il tumore primitivo
  - 0: non si rileva il tumore primitivo
  - is: carcinoma in situ senza invasione della lamina propria
  - 1: invade la lamina propria e arriva alla sottomucosa
  - 2: invade la tonaca muscolare senza intaccare la sierosa
  - 3: intacca la sierosa senza invadere strutture adiacenti
  - 4: invade strutture adiacenti
- N (metastasi linfonodali)
  - x: non rilevabili
  - 0: assenti
  - 1: da 1 a 6 linfonodi regionali colpiti
  - 2: da 7 a 15 linfonodi regionali colpiti
  - 3: oltre 15 linfonodi colpiti
- M (metastasi a distanza)
  - x: non rilevabili
  - 0: assenti
  - 1: presenti

Gli stadi ottenibili con questi dati sono (zero e 1A corrispondono all'early gastric cancer):
- 0: TisN0M0
- 1A: T1N0M0
- 1B: T2N0M0
- 2: T1N2M0, T2N1M0, T3N0M0
- 3A: T2N2M0, T3N1M0, T4N0M0
- 3B: T3N2M0
- 4:T4N(da 1 a 3)M0, T(da 1 a 3)N3M0, T e N(qualunque)M1

Le principali sedi di metastasi sono il fegato, il peritoneo, il polmone, il pancreas, il surrene; la metastasi ovarica per via peritoneale è anche chiamato tumore di Krukenberg, da Friedrich Ernst Krukenberg che per primo le descrisse.

## Fattori prognostici
Sono i dati che indicano l'aspettativa e la qualità di vita del paziente:
Del tumore:
- stadio TNM
- sede
- tipo istologico
- genetica e parametri istologici

Del paziente:
- esami ematochimici (emoglobina ed albumina)
- perdita di peso
- performance status

## Terapia
I principali trattamenti per il cancro allo stomaco sono: intervento chirurgico, terapia farmacologica mirata, chemioterapia, immunoterapia e radioterapia.

### Terapia adiuvante
È l'insieme delle procedure non chirurgiche attuate dopo l'intervento per ridurre il rischio di recidive; nel caso del carcinoma gastrico non ci sono grossi studi che dimostrano da soli l'efficacia di una sola procedura; quindi è stata fatta una metanalisi (si sono uniti i dati di più studi) che ha mostrato un aumento della prognosi nei pazienti con chirurgia non radicale e/o linfonodi positivi trattati con terapia adiuvante usando il 5-fluorouracile o il leuvocorin per 5 cicli prima, eventualmente durante e dopo la radioterapia la quale va riservata ai pazienti ad alto rischio. Invece i pazienti con linfonodi liberi ed early gastric cancer presentano un basso rischio di recidiva e non necessitano di queste procedure.
I pazienti ad alto rischio (in cui si associa anche la radioterapia) sono quelli con linfonodi positivi, istotipo a cellule ad anello con castone o linite plastica. IN ogni caso i pazienti in stadio 2 o 3 andrebbero inseriti in studi controllati per valutare meglio l'efficacia di questo approccio.

### Terapia neoadiuvante
È l'insieme delle procedure non chirurgiche attuate prima dell'intervento vero e proprio per diminuire lo stadio del tumore da operare , rendere radicale un intervento chirurgico che non lo sarebbe (la radicalità dell'intervento è il fattore prognostico più importante, l'efficacia di queste tecniche nel carcinoma gastrico è del 50%) o risparmiare zone critiche.
È indicata se il tumore primitivo è più grande di 7 cm, se infiltra organi vicini o i grossi vasi dell'addome, se ci sono linfonodi positivi vicino all'ilo epatico e negli stadi 2 e 3; combinando chemio e radioterapia. Sono comunque ancora necessari studi per approfondire l'argomento.
Uno studio recente raccomanda l'uso di 3 cicli ECF (Epirubicina + cisplatino + 5-fluorouracile) prima e dopo l'intervento.

### Chemioterapia del tumore avanzato
Sono disponibili vari schemi per trattare i pazienti con tumore gastrico avanzato; bisogna scegliere quello più adatto valutando l'età e il performance status del paziente così come i profili tossicologici dei singoli farmaci. Gli schemi più usati sono:
- FAM (5-fluorouracile + doxorubicina + mitomicina c)
- FAP (come prima ma col cisplatino al posto della mitomicina)
- ECF
- ELF (etoposide + 5-fluorouracile + levocorin) tutto a bolo o continua, con eventuale aggiunta di acido folinico
- PELF (come prima con ulteriore aggiunta del cisplatino)
- FAMTX (5-fluorouracile + doxorubicina + metotrexate)
- FUP (5-fluorouracile + cisplatino)

Altri farmaci utilizzabili sono l'irinotecan e il docetaxel. Inoltre vanno sempre associati la terapia del dolore e il supporto nutrizionale.

### Tossicità
Le principali tossicità di questi schemi si identificano a livello gastrointestinale (con nausea, vomito, mucositi), ematologico con pancitopenia, renale, neurologico e a livello del cuoio capelluto con alopecia